# Callambulyx tatarinovii
Espèce
Callambulyx tatarinovii est une espèce de lépidoptères de la famille des Sphingidae, de la sous-famille des Smerinthinae, de la tribu des Smerinthini et du genre Callambulyx.

## Description
L'envergure varie de 56 à 82 millimètres. Il est très similaire à Smerinthus kindermannii, mais les couleurs de la face dorsale des ailes antérieures sont principalement vertes et grises, bien qu'il y ait une forme nordique dans laquelle toute coloration verte est remplacée par du brun.

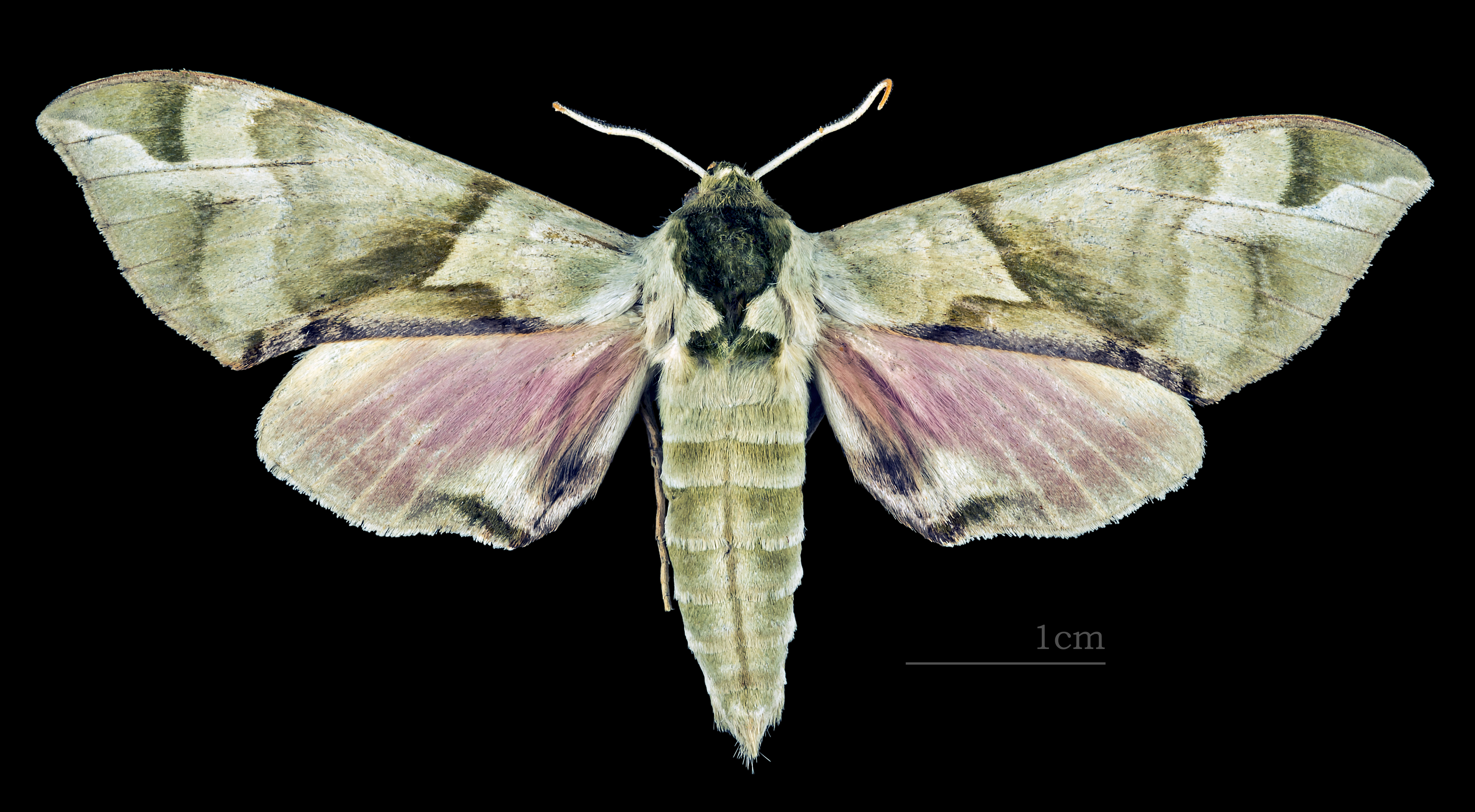
Avers du mâle (coll.MHNT)
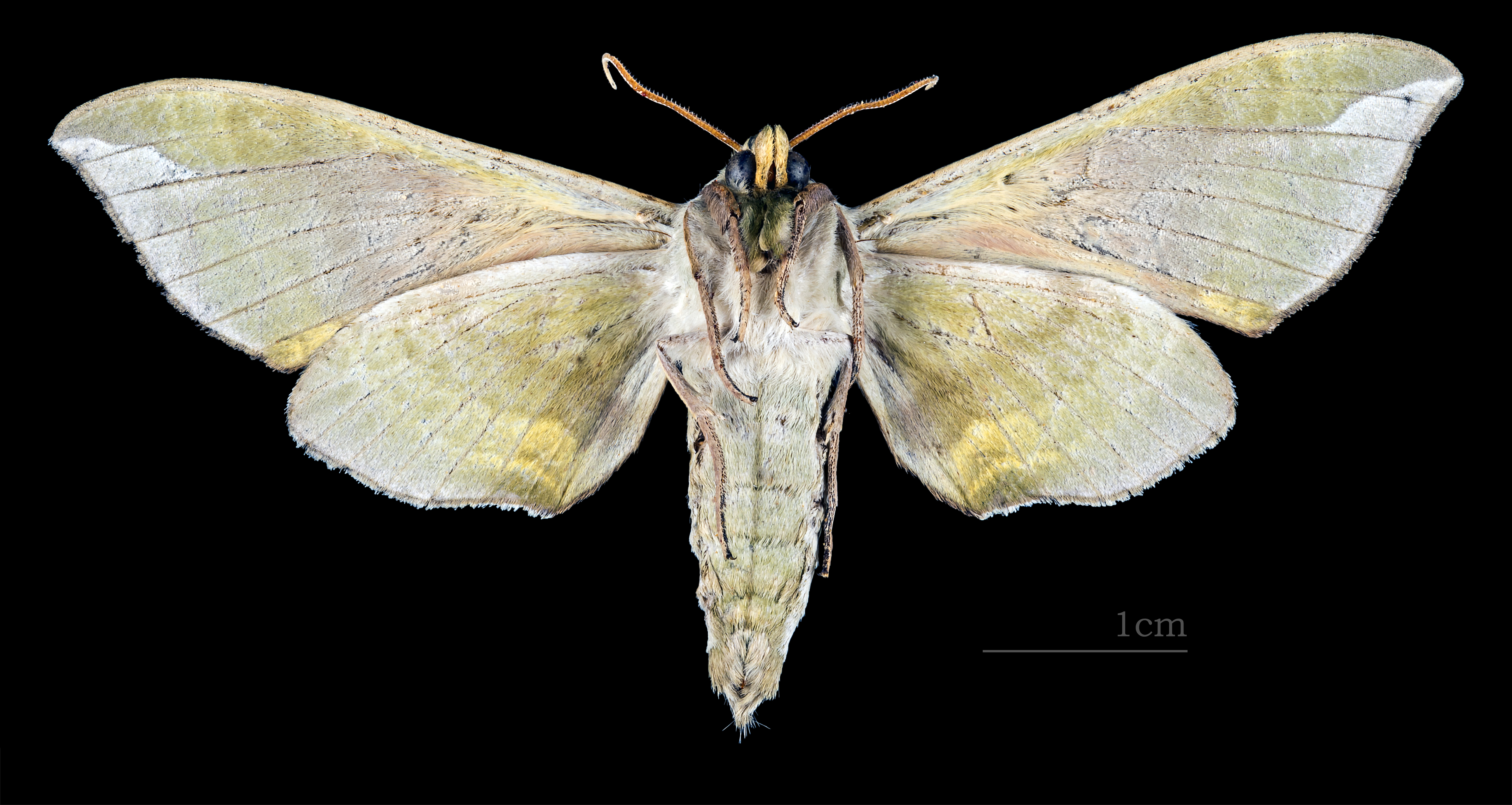
Revers du mâle (coll.MHNT)
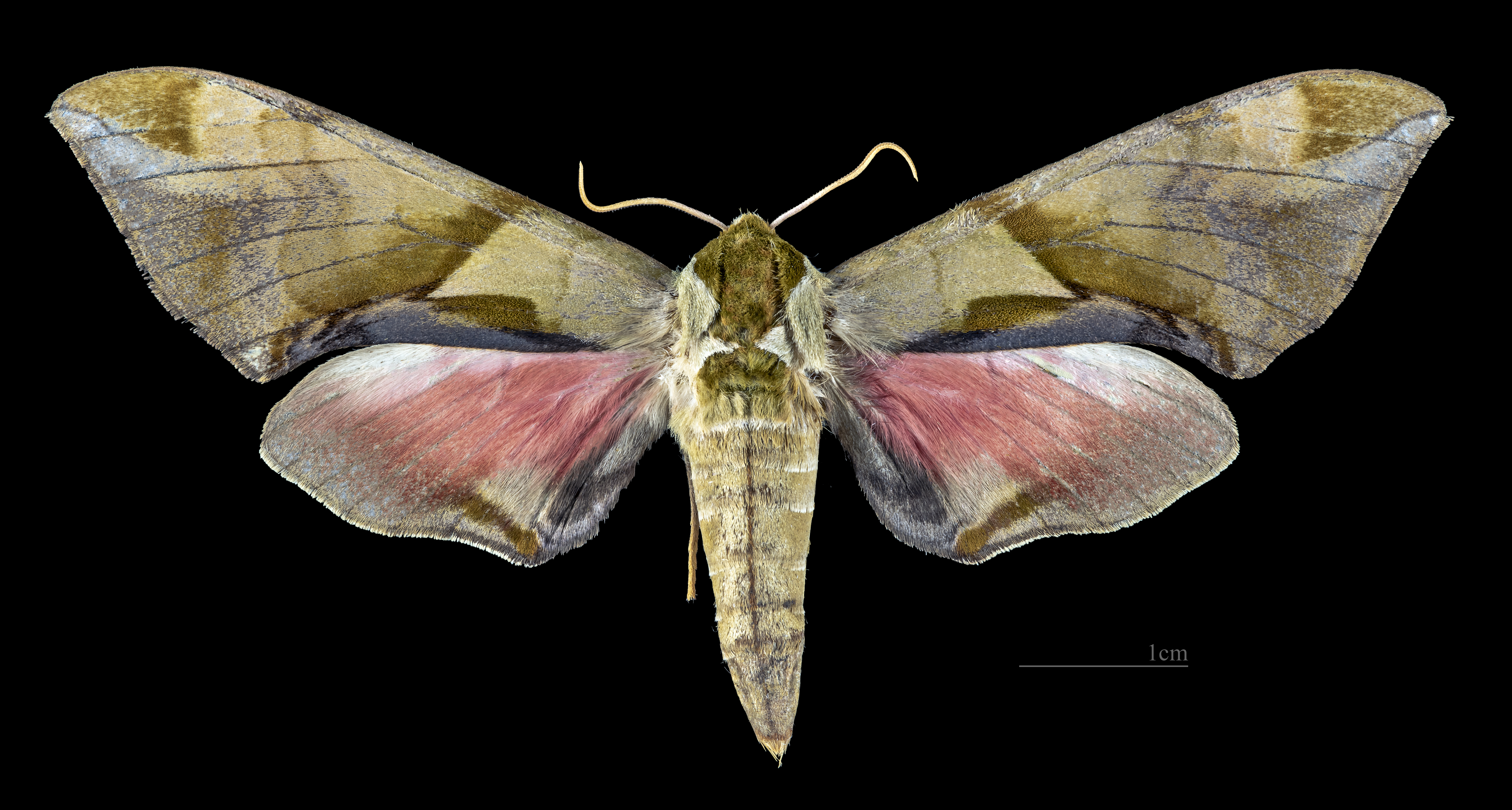
Avers de la femelle (coll.MHNT
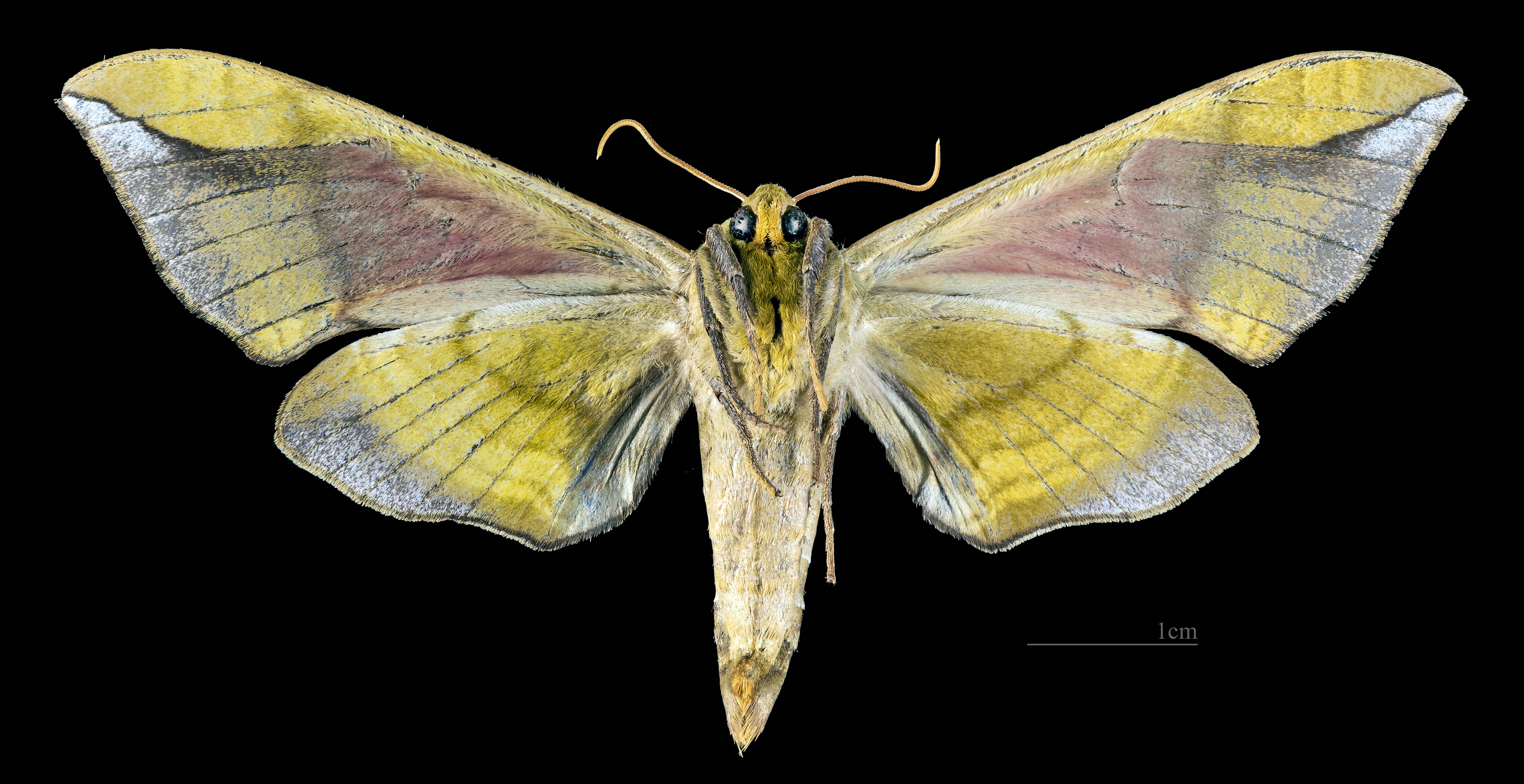
Revers de la femelle (coll.MHNT

## Répartition et habitat
Répartition
L'espèce est connue au Xinjiang et dans le nord de la Chine, en Mongolie, dans le sud de la Sibérie jusqu'à l' Extrême-Orient russe et au Japon, puis au sud en Corée et en Chine centrale jusqu'au Tibet oriental. On la trouve également à Taiwan.

## Biologie
Il y a une à deux générations par an en Chine. En Corée, les adultes volent du début mai à la mi-octobre.
Les chenilles ont été observées en train de se nourrir d’Ulmus parvifolius dans le Guangdong et de Zelkova dans le nord de la Chine. Euonymus alatus, les genres Salix, Populus et Prunus persica sont d'autres plantes comestibles enregistrées en Chine, mais celles-ci doivent être confirmées. En Corée, les plantes hôtes incluent Ulmus davidiana var. japonica, Zelkova serrata, Tilia amurensis et Euonymus sieboldianus, tandis que Ulmus japonica est enregistré pour l'Extrême-Orient russe. La sous-espèce gabyae a été observée se nourrissant de Zelkova serrata.

## Systématique
- L'espèce Callambulyx tatarinovii a été décrite par les entomologistes Otto Vasilievich Bremer et William Grey en 1853[1] sous le nom initial de Smerinthus tatarinovii.
- La localité type est Pékin en Chine.

### Synonymie
- Smerinthus tatarinovii Bremer & Grey, 1853 protonyme
- Smerinthus eversmanni Eversmann, 1854
- Smerinthus brunnea (Staudinger, 1892)
- Smerinthus tatarinovii flavina (Austaut, 1912)
- Callambulyx tatarinovii coreana Gehlen, 1941
- Callambulyx tatarinovii versicolor Gehlen, 1941
- Callambulyx tatarinovii japonica Eichler, 1965

### Liste des sous-espèces
- Callambulyx tatarinovii tatarinovii
- Callambulyx tatarinovii formosana - Clark, 1935 (Taiwan)[2]. La localité type Nantou Hsien, Hori (Puli) à Taiwan.
- Callambulyx tatarinovii gabyae - Bryk, 1946 (Japon)[3]

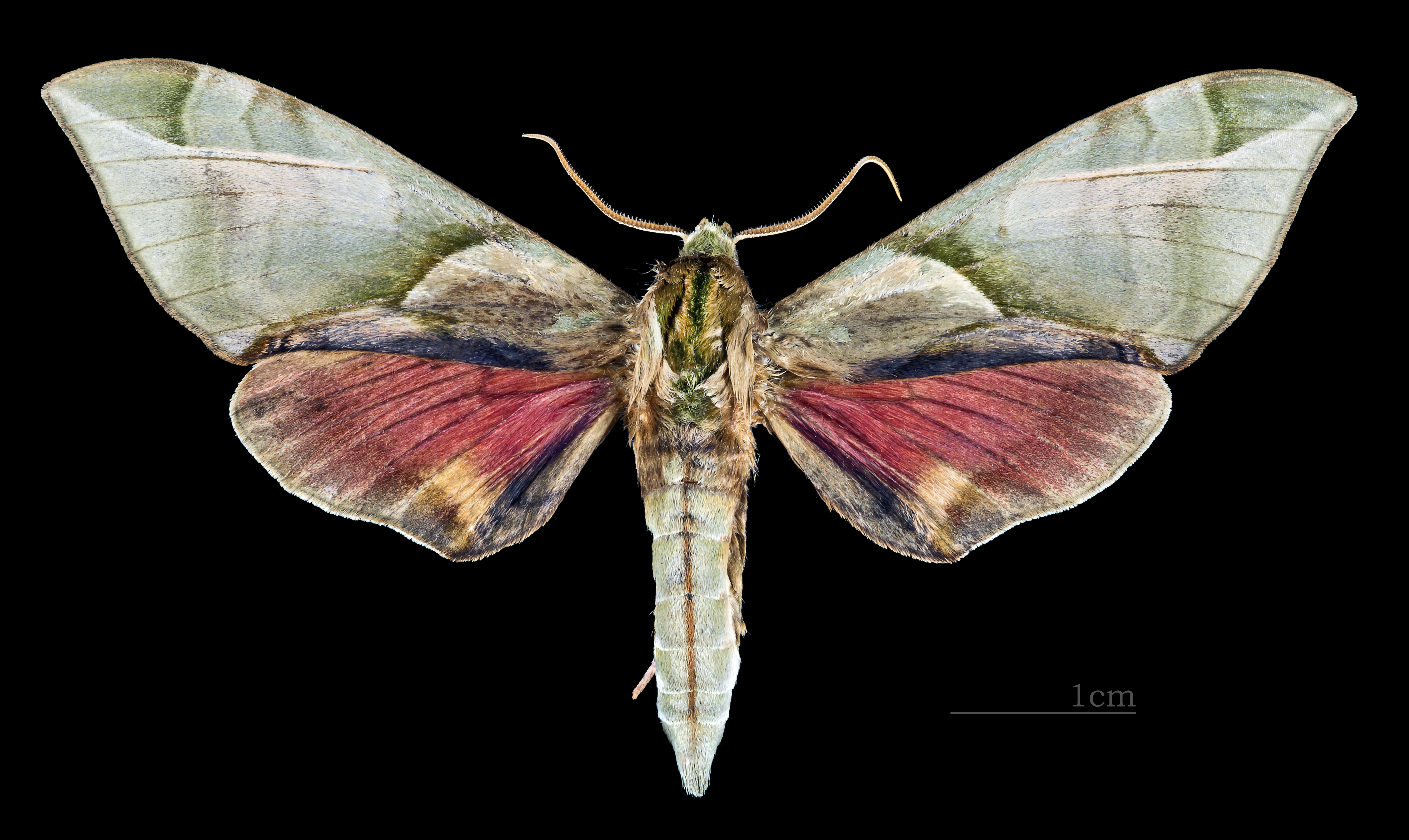
C. t. formosana - Face dorsale (coll.MHNT)
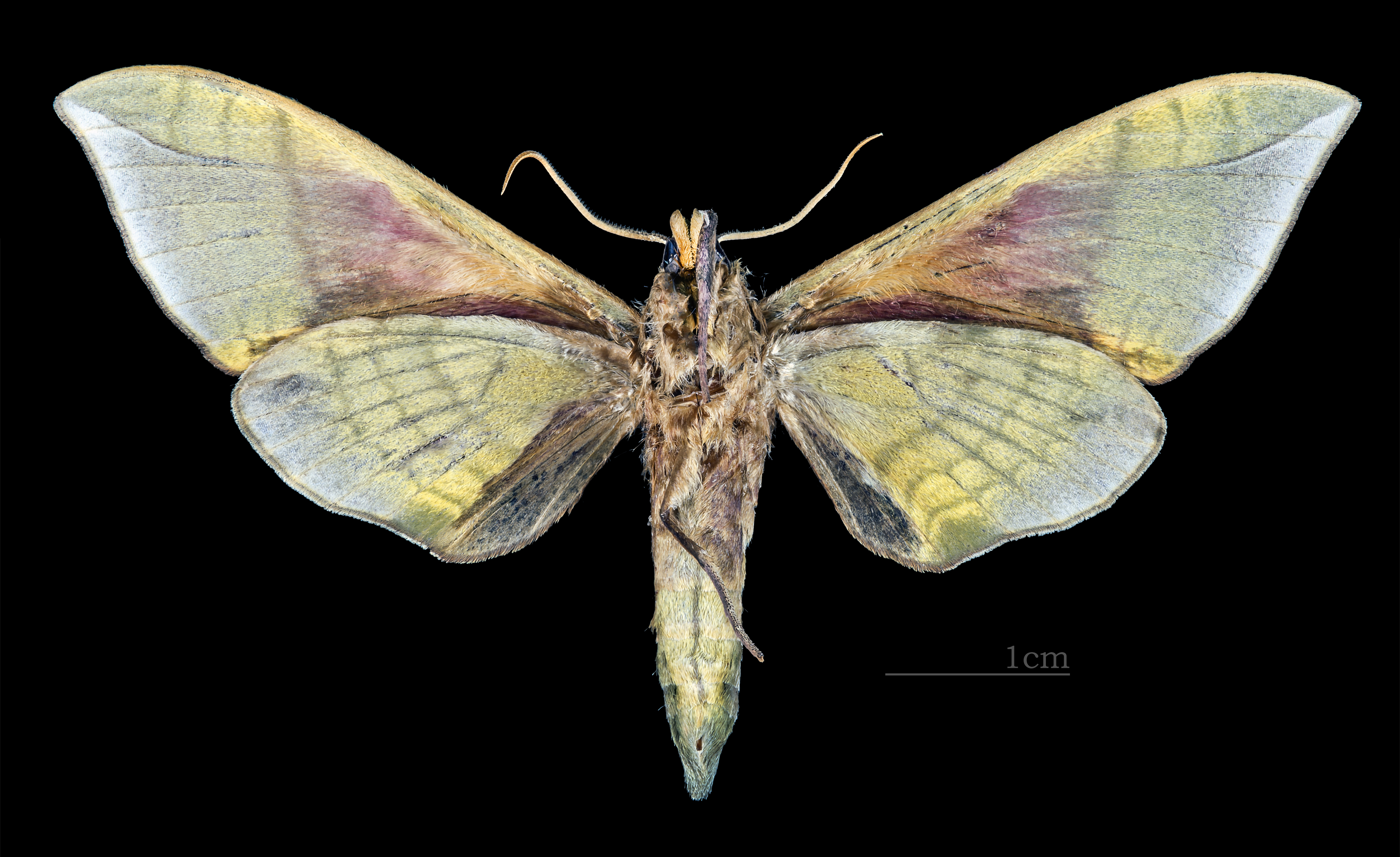
C. t. formosana - Revers (coll.MHNT)
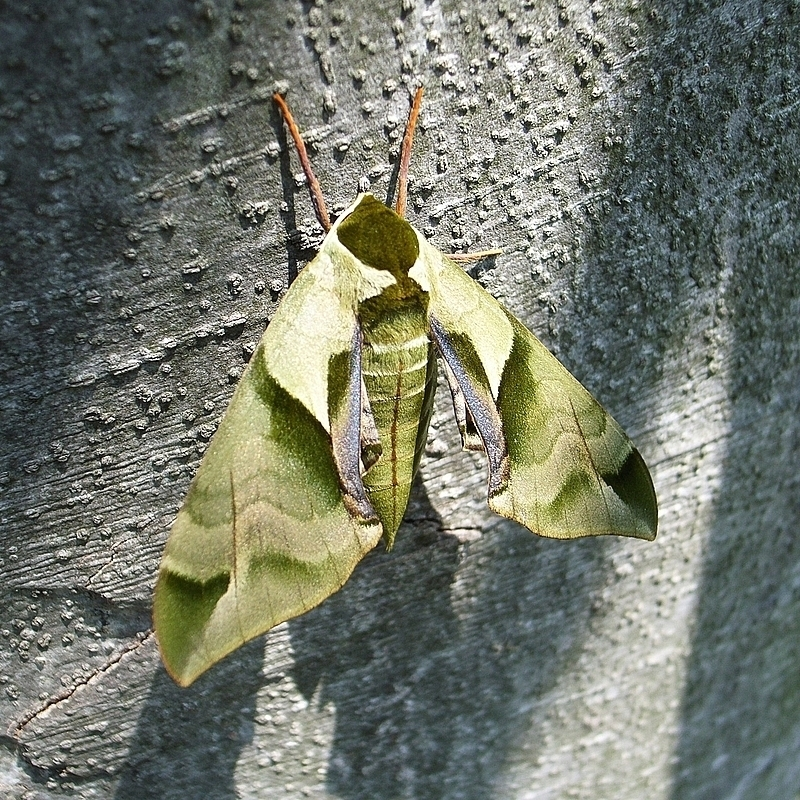
C. t. gabyae